# Slaget ved Pima Butte
Slaget ved Pima Butte, Arizona, er maricopaerne og pimaernes sejr over en fælles styrke yuma- og mohavekrigere, der til fods angreb maricopabyerne ved Gila River den 1. september 1857.:28  Et mindre antal yavapaier og tonto apacher havde tilsluttet sig krigstogtet. Mere end 100 angribere faldt under kampen, der især blev udkæmpet med knive og køller.:26 
Slaget ved Pima Butte i Sonoraørkenen i Arizona:6  omkring 40 kilometer syd for Phoenix siges at være den sidste, store kamp mellem fjendtlige indfødte folk i det sydvestlige USA.:11 

## Gamle fjender
Pimaerne havde udkæmpet små og større kampe med både yumaer:77  og vestlige apacher i årtier:78  før det afgørende slag ved Pima Butte i 1857.
Situationen var den samme for maricopaerne, der var allieret med de mere talrige pimaer.:38  Ligesom pimaerne vekslede maricopaerne mellem at beskytte deres hjem og marker mod angreb:42  og at organisere egne krigstogter mod forskellige apacher nord for dem og også mod yumaerne ved Colorado River over 200 kilometer vestpå.:42 
I 1856 spejdede både maricopaer og pimaer for den amerikanske hær mod visse apacher.:46 

## Forholdene i 1857
Op mod 4000 pimaer holdt til i landsbyer spredt over en 25 kilometer lang strækning langs Gila River i 1857, mens de 500 maricopaer beboede to byer af grenhytter lidt længere nede ad floden.:7 
En amerikansk postrute mellem Texas og Californien gik lige forbi pima- og maricopabyerne.:4  I nærheden af de sidstnævnte landsbyer lå vandingsstedet Maricopa Wells, der blev brugt af postarbejderne på de muldyrtrukne postvogne til at tage et hvil i Arizonas tørre landskab.:5 

## Slaget starter
Over midten af august begav mellem 82:26  og 200 yumaer sig af sted mod maricopaerne til fods. De og deres allierede nåede målet ved Gila River ni dage senere.:24  Mohaverne støttede togtet med mellem 80:27  og 200 krigere,:25  mens yavapaierne:23  og de vestlige apacher kun var fåtalligt repræsenteret.:28 
En gruppe maricopakvinder blev som de første dræbt i daggryet den 1. september et stykke fra den nederste maricopaby ved Gila River. Angriberne nåede landsbyens spredtliggende hytter, dræbte flere af indbyggerne og stak grenhytterne i brand efterhånden som de kom frem til dem.:22  Flygtende kvinder, børn og gamle mænd søgte op på Pima Butte et par hundrede meter fra floden.:24  Fra højdedraget overværede de siden sammenstødet mellem krigerne.:13 
Postarbejderen Isaiah Woods og tre medhjælpere så ilden fra de brændende grenhytter, mens de hvilede ud ved Maricopa Wells efter være startet fra San Antonio, Texas, den 9. august. En gammel maricopa til hest bad dem forgæves om hjælp til at slå angriberne tilbage; længere mod vest gik postruten gennem yumaernes territorium, og de hvide frygtede for hævnakter, hvis de tog parti i kampen.:6  Manden red videre for at hente forstærkning hos pimaerne.:7 
Angriberne tog kontrol over i hvert fald den ene maricopaby. De satte kamphandlingerne på pause og stillede deres sult med maricopaernes majs og bønner efter den ni dage lange march.:24 

## Pimaerne kommer til undsætning
Maricopakrigerne rykkede frem mod yumaerne og disses kampfæller, der var i overtal og ikke prøvede at undgå en konfrontation. I et fladt, åbent ørkenlandskab i nærheden af Pima Butte stillede de to hære sig op overfor hinanden. Maricopaerne rykkede frem skulder ved skulder, og helt tæt på fjendens linje startede de en nærkamp med knive, lanser og køller. De gik navnlig efter yumaerne.:25  Disse skilte sig ud ved at have sortmalede ansigter og rød kropsbemaling samt et rødt klæde om livet. Yavapaierne kæmpede iført kun et lændeklæde. Flere mohaver og også yavapaierne og apacherne mistede modet i mand-til-mand-kampene og begyndte et hurtigt tilbagetog.:27  Yumaerne og en del mohaver holdt stand og ville hellere dø kæmpende end vige.:25 
De hvide ved Maricopa Wells var øjenvidner til hele kampen, der fandt sted mindre end en kilometer borte.:9 
Lidt efter lidt nåede flere og flere beredne pimaer frem til kamppladsen. Midt på dagen var yumaerne og mohaverne indesluttet i en stor halvcirkel af fjender, der beskød dem med pile og samtidig forhindrede deres gentagne forsøg på at hente vand i floden.:22  På et tidspunkt samlede yumaerne og mohaverne sig i en kompakt rundkreds og greb enhver maricopa kriger, der vovede sig for nær, og trak ham ind midt i gruppen, hvor han blev mødt af knive fra alle sider.:26  Nærkampene stod især mellem maricopaerne og yumaerne.:25  Pimaerne til hest havde delt sig og nogle blokerede for adgangen til floden, mens andre afskar fjendernes flugtveje.:12 
Udmattede af både kamp og tørst indså yumaerne og mohaverne deres håbløse situation, som dagen skred frem. Flere prøvede at løbe i sikkerhed på Sierra Estrellas stenede bjergsider over en kilometer borte. De beredne pimaer forfulgte dem og slog næsten alle i jorden med krigskøller.:7 
Omkring klokken 15 var kampen slut.
Woods og de øvrige postarbejdere fik øje på manden, der havde bedt dem om hjælp, og de prøvede at høre nærmere om kampen fra ham. Maricopaen svarede dem ikke.:7 

## Kampens udfald og den følgende tid
Maricopaerne sørgede straks over deres dræbte;:25  endda havde de og pimaerne tilføjet angriberne et afgørende nederlag, og yumaerne forsøgte sig aldrig mere med angreb på byindianerne ved Gila River.:22  Før de sejrende krigere kunne fejre triumfen sammen med deres folk, måtte de følge stammeskikkene og gennemføre et fire dage langt renselsesritual i isolation efter at have dræbt en fjende.:13  Maricopaerne og pimaerne forblev allierede og gode naboer.:7 
Kun et lille antal yumaer var sluppet bort. De nåede tilbage til Colorado River flere dage senere.:25 
De overlevende mohaver var otte dage om at nå fra Pima Butte og hjem til Mohave Valley.:26 
Hvide gennemrejsende berettede om fund af mange knogler og pile på kamppladsen et par måneder senere, og postarbejderen Silas St. John talte 72 lig med kraniet knust, da han beså stedet sidst i november.:19  I 1862 vidnede talrige knogler og kranier på pladsen nord for Maricopa Wells stadig om bataljen.:20 

## Tabene
Yumaernes tab opgøres forskelligt; tal fra 60 til 70:14  og op til knap 100:16  og måske så mange som 150 dræbte nævnes.:20  Krigsgruppens leder var blandt de faldne.:25 
Mohaverne mistede omkring 60 krigere.:26 
Maricopaerne mistede en del folk under det overraskende morgenangreb:24  og også i nærkampene senere på dagen; men intet tabstal gives.
Pimaerne havde 25 faldne ifølge en avisartikel i Daily Alta California den 28. september bygget på de hvide postarbejderes udsagn.:14 

## Sejren holdt i hævd
Både maricopaerne:23  og pimaerne eviggjorde deres definitive sejr over yumaerne ved Pima Butte i 1857 ved at indskrive den i deres respektive vintertællinger snittet ind i grene.:22  Etnografen Frank Russell fik pimaen Owl Ears forholdsvis detaljerede version af kampen i 1902.:22  Omkring 1930 nedskrev antropologen Leslie Spier den ene, korte sætning, som indehaveren af en maricopa vintertælling huskede året 1857 på.:23 
Pimaen Anna Moore Shaw (1898 - 1976) gav sin dramatiserede historie om sejren ved Pima Butte i sin selvbiografi A Pima Past  fra 1974. Hendes bedstefar Woodpecker havde været med til at nedkæmpe yumaerne i 1857.:10 